# Mesacturus dicrurus
Mesacturus dicrurus is een bidsprinkhaankreeftensoort uit de familie van de Takuidae. De wetenschappelijke naam van de soort is voor het eerst geldig gepubliceerd in 1990 door Kropp & Dominguez.